# Ricberht
Vous lisez un « bon article » labellisé en 2016.
Ricberht ou Ricbert est un Anglo-Saxon ayant vécu au VIIe siècle.
Il n'est connu qu'à travers l’Histoire ecclésiastique du peuple anglais de Bède le Vénérable, qui le décrit comme un païen ayant assassiné le roi Earpwald d'Est-Anglie vers 627. Bien que Bède ne le précise pas, il est possible que Ricberht soit ensuite monté sur le trône pour régner sur les Angles de l'Est pendant les trois années qui séparent la mort d'Earpwald de l'avènement de Sigeberht. Cette période constitue une interruption dans la christianisation du royaume d'Est-Anglie, débutée sous Earpwald et reprise sous Sigeberht. Ricberht pourrait ainsi incarner une réaction païenne aux progrès de la nouvelle religion.

## Contexte

Le royaume d'Est-Anglie au VIIe siècle.

Les premiers souverains d'Est-Anglie sont des rois païens. Ils appartiennent à la dynastie des Wuffingas, qui règne sur l'Est-Anglie de manière quasiment ininterrompue jusqu'à la mort d'Ælfwald, en 749. C'est vers la même période que le moine northumbrien Bède le Vénérable rédige son Histoire ecclésiastique du peuple anglais. Il décrit le pouvoir du roi Rædwald, qui domine l'ensemble des royaumes anglo-saxons du Sud de l'Angleterre après sa victoire contre Æthelfrith de Northumbrie en 616. Il se convertit au christianisme sous l'influence du roi du Kent Æthelberht, mais l'influence contraire de sa femme le pousse à ne pas abandonner complètement le paganisme de ses ancêtres. C'est ainsi que, d'après Bède, il conserve un autel païen à côté du nouvel autel chrétien dans son temple.
Rædwald meurt vers 624 et son fils Earpwald lui succède. Il se convertit à la foi chrétienne peu après son couronnement. Selon l'historien Nick Higham, c'est Edwin de Northumbrie qui parvient à convaincre Earpwald d'adopter ce « culte étranger » dont la direction est assurée en dehors de son royaume par l'évêque Paulin d'York. La date exacte de cette conversion n'est pas certaine. Edwin sert peut-être de parrain à Earpwald, ce qui trahirait la soumission du roi d'Est-Anglie à son homologue northumbrien. Il est également possible que le peuple d'Est-Anglie ait été baptisé dans sa totalité. Si tel est le cas, l'autorité royale d'Earpwald en serait certainement ressortie affaiblie, de même que le pouvoir des anciens cultes païens.

## Biographie

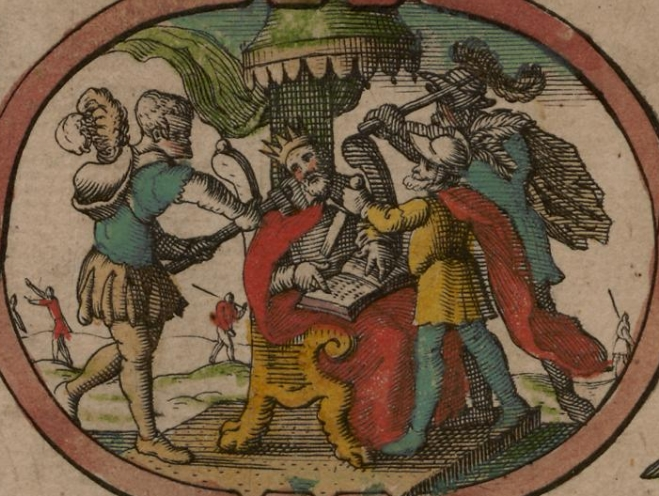
La mort d'Earpwald imaginée par le cartographe John Speed dans son Theatre of the Empire of Great Britaine (1610-1611).

D'après Bède, Earpwald est assassiné peu après sa conversion par un païen nommé Ricberht. Ricberht n'est mentionné dans aucune autre source primaire, et Bède n'offre pas davantage d'informations à son sujet. Ses origines sont inconnues, mais son nom implique qu'il pourrait appartenir aux élites du royaume, voire être un parent d'Earpwald. Le contexte du meurtre n'est pas non plus explicité par Bède. Ricberht incarne peut-être une réaction païenne aux progrès du christianisme, ou bien une réaction « nationale » à l'ascendant pris par le roi de Northumbrie sur l'Est-Anglie.
Bède ne parle plus de Ricberht après son crime, mais il précise que l'Est-Anglie « demeura dans l'erreur pendant trois ans », jusqu'à l'avènement de Sigeberht, le frère ou le demi-frère d'Earpwald. Les historiens modernes envisagent la possibilité que Ricberht ait occupé le trône durant cette période. Pour Nick Higham, si Ricberht s'est effectivement maintenu au pouvoir aussi longtemps malgré la puissance d'Edwin, cela implique nécessairement qu'il bénéficie du soutien de son peuple, qui juge peut-être qu'Earpwald s'est montré trop « complaisant » vis-à-vis du roi de Northumbrie.
Michael Wood estime possible que Ricberht ait été inhumé dans le bateau funéraire découvert à Sutton Hoo, un site archéologique situé non loin de Rendlesham, le cœur du pouvoir des Wuffingas,. Néanmoins, la plupart des historiens considèrent plus plausible qu'il s'agisse de la tombe de Rædwald. En identifiant des pratiques funéraires païennes à Sutton Hoo, l'archéologue Martin Carver considère que le bateau funéraire illustre la défiance des païens vis-à-vis de la menace constituée par les missionnaires chrétiens.

## Succession
À partir de 630 ou 631, le christianisme est réinstauré en Est-Anglie sous la domination conjointe de Sigeberht et d'Ecgric. Bien qu'il soit associé au pouvoir jusqu'à l'abdication de Sigerberht, vers 634, Ecgric semble être resté fidèle à la religion païenne. Bède ne tarit pas d'éloges envers le pieux Sigeberht, premier roi anglais à recevoir le baptême et une éducation chrétienne avant son avènement, mais il n'a rien de tel à dire au sujet d'Ecgric.